# Crucifix de Ringelheim
Le crucifix de Ringelheim est une sculpture monumentale en bois réalisée au début du XIe siècle. Considéré comme l’un des chefs-d’œuvre de la sculpture ottonienne, il est exposé au musée de la cathédrale de Hildesheim.

## Description
La sculpture représente le Christ cloué sur la croix. Les bras sont étendus à l’horizontale, dans une disposition qui évoque davantage un mouvement volontaire qu’une suspension douloureuse. Ce calme se retrouve dans l’expression apaisée du visage ; les yeux sont ouverts et reflètent davantage le Christ triomphant sur la mort que souffrant. Le corps a un léger mouvement de rotation, qui est inédit dans la sculpture de cette époque : les jambes sont légèrement fléchies à gauche, puis le buste se tourne et s’achève avec la tête penchée à droite. Les pieds reposent sur un suppedaneum et le corps est couvert des hanches aux genoux par une tunique aux plis assez doux.
Haute de 1,62 m et presque aussi large, la sculpture est principalement segmentée en deux ensembles. D’une part les jambes, le torse et la tête sont taillé dans une seule pièce de bois de tilleul et sont d’origine. D’autre part, les bras, qui sont également d’une seule pièce, mais ont été réalisés à une date plus tardive, au XIIe siècle et en bois de chêne. Bien qu’ayant fait partie du premier ensemble à l’origine, les pieds ont également été remplacés au XIIe siècle, peut-être en raison des dommages provoqués par les cierges allumés sous la statue. La croix constituait un troisième ensemble, mais elle a aujourd’hui disparu, de même que la polychromie qui couvrait probablement la sculpture.
La tête est creusée d’une cavité dissimulée abritant d’une part une bourse en cuir contenant deux pierres, ainsi qu’un parchemin indiquant qu’elles proviennent du Saint-Sépulcre et portant le nom de l’évêque Bernward et d’autre part deux os emballés dans de la soie qu’un autre parchemin désigne comme des reliques des saints Côme et Damien.

## Historique
La sculpture a probablement été fabriquée à l’époque de l’évêque Bernward de Hildesheim aux alentours de l’an mille et dans tous les cas avant la mort de celui-ci en 1022. L’œuvre est en effet mentionnée pour la première fois au XIIe siècle alors qu’elle se trouve au couvent de Ringelheim ; celui-ci ayant été dirigé dans les années 1010 par la sœur de Bernward, Judith, il est possible que le crucifix ait été un cadeau de l’évêque pour célébrer son accession à l’abbatiat ou commémorer sa mort vers 1020.
La sculpture a fait l’objet dès le Moyen Âge d’importantes réparations, les bras et les pieds ayant été remplacés au XIIe siècle. Elle a été restaurée ente 1949 et 1952, période pendant laquelle elle a également été étudiée plus en détail. Propriété de l’Église des Saints Abdon et Sennen de Salzgitter-Ringelheim, elle est déposée depuis 1993 au musée de la cathédrale de Hildesheim où elle est présentée au sein de la collection permanente.